# Oskar Linnros
Hans Oskar Linnros (Sundbyberg, 15 agosto 1983) è un cantante svedese.

## Biografia
Oskar Linnros ha fatto il suo debutto discografico da solista con l'album in studio Vilja bli (2010), classificatosi 2º nella Sverigetopplistan, certificato platino dalla IFPI Sverige e riconosciuto con un premio Grammis. Tre anni più tardi è stato pubblicato il secondo LP Klappar och slag, che si è posizionato al 2º posto nella classifica svedese e che ha ricevuto la certificazione d'oro.
Väntar på en ängel (2017), terzo LP, si è fermato alla 6ª posizione della graduatoria nazionale. Ha collezionato cinque ulteriori dischi d'oro e sei di platino, equivalenti a 680 000 unità certificate.

## Discografia

### Da solista

#### Album in studio
- 2010 – Vilja bli
- 2013 – Klappar och slag
- 2017 – Väntar på en ängel

#### EP
- 2017 – Väntar

#### Singoli
- 2010 – Genom eld
- 2010 – Från och med du
- 2010 – Ack, Sundbyberg
- 2013 – Hur dom än
- 2016 – Sitter på en dröm (con Daniel Adams-Ray)
- 2021 – Testamente (con Daniela Rathana)
- 2024 – Hypnotiserad
- 2025 – Konstig

### Snook
- 2004 – Vi vet inte vart vi ska men vi ska komma dit
- 2006 – Är